# Translit
 (juillet 2022).
Si vous disposez d'ouvrages ou d'articles de référence ou si vous connaissez des sites web de qualité traitant du thème abordé ici, merci de compléter l'article en donnant les références utiles à sa vérifiabilité et en les liant à la section « Notes et références ».
Le Translit est une méthode qui sert à représenter l'alphabet cyrillique par des lettres latines. Le terme est dérivé de « translittération », c'est-à-dire la substitution de chaque graphème d'un système d'écriture par un graphème d'un autre système d'écriture. Pour le Translit en revanche, il n'existe pas de règles de transcription officielles ou bien définies comme pour la translittération scientifique de l'alphabet russe. Le Translit diffère de la translittération normale par l'utilisation supplémentaire de chiffres et de caractères spéciaux, par exemple « 4 » pour « ч ». On utilise ainsi des lettres latines, des chiffres arabes et des caractères spéciaux de même que les symboles graphiques de la table de code qu'on trouve sur le clavier du PC.
Il existe des systèmes de transcription similaires (non officiels) avec des caractères latins pour d'autres langues écrites : grec, arabe, japonais, etc. Lors des siècles précédents, le bulgare était à l'occasion, pour des raisons diverses, écrit avec des lettres grecques.

## Origines
Une forme de Translit a été utilisée avant l'ère de l'informatique dans la télégraphie internationale. Avec la diffusion des technologies modernes de l'information et l'avènement de l'Internet après l'effondrement de l'Union soviétique, le Translit se propage rapidement. Comme la plupart du matériel informatique et des logiciels avaient été créés sur le modèle de l'anglais et que le codage des caractères était souvent totalement incompatible avec le jeu des caractères cyrilliques, le Translit était la seule façon de communiquer dans les langues dont l'alphabet est cyrillique (comme le russe, l'ukrainien, le biélorusse, le bulgare).
Souvent, soit l'expéditeur soit le destinataire n'était pas équipé d'un clavier cyrillique, autrement dit il n'avait pas les caractères cyrilliques enregistrés sur son ordinateur. Dans les premiers jours de l'ordinateur, la situation a été exacerbée par la présence de différents systèmes de codage pour l'alphabet cyrillique, de sorte que l'émetteur et le récepteur n'avaient pas nécessairement le même. En outre, le codage 7-bits des caractères dans les premiers jours de l'informatique était un obstacle supplémentaire. Ces problèmes techniques concernant l'utilisation de l'alphabet cyrillique ont cependant été éliminés à la fin des années 1990 en Russie.
Le Translit est utilisé dans les forums Internet, les chats et les courriels, ainsi que dans les RPG et autres jeux en réseau. Même dans les courriels en cyrillique des entreprises, une répétition du texte est parfois ajoutée en Translit, pour s'assurer que le destinataire peut lire le message sur son ordinateur si celui-ci ne peut pas afficher les caractères cyrilliques. Par sécurité, certains sites Internet sont créés dans une version en Translit en plus de la version cyrillique, dans le cas où l'utilisateur aurait des problèmes avec l'encodage des caractères.
Le Translit est utilisé lorsque l'ordinateur ne peut pas être configuré pour les caractères cyrilliques, ou lorsqu'il n'y a pas de temps disponible pour une reconfiguration. Cependant, même les personnes qui préfèrent l'alphabet latin et qui maîtrisent le clavier correspondant, évitent souvent le Translit.

## Essor
Une nouvelle impulsion a été donnée au Translit dans les pays d'écriture cyrillique avec la propagation de la téléphonie mobile. Au départ, la situation était la même que pour l'ordinateur : seules les lettres latines étaient prises en charge.  Mais bien qu'ensuite l'alphabet cyrillique fut également pris en charge, il présente l'inconvénient que les messages en cyrillique ne peuvent pas être aussi longs que ceux en alphabet latin.
En effet, un texte en lettres latines peut contenir 160 caractères, contre 60 à 80 en alphabet cyrillique, ce qui affecte le prix des SMS de sorte qu'encore aujourd'hui, le Translit est utilisé pour la plupart les SMS : les messages sont plus économiques avec des lettres latines. Car avec la norme de codage 8-bits utilisée de manière standard, les messages sont la plupart du temps limités à une longueur de 160 caractères, ce qui peut être exploité en totalité avec des lettres latines, mais pour les messages en cyrillique, il faut avoir recours au codage Unicode 16-bits et la longueur du message est alors réduite de près de moitié. Par ailleurs, certains téléphones mobiles d'avant 2002 ne présentent pas d'alphabet cyrillique.
Le Translit a plus tard présenté pour les utilisateurs étrangers l'avantage de pouvoir écrire sur un clavier latin, donc de manière générale beaucoup plus rapidement, sans avoir à apprendre le clavier cyrillique. Il existe certes des claviers avec une double inscription (à une même touche correspond une lettre latine et une lettre cyrillique), mais ceux-ci exigent, pour une vitesse d'écriture convenable, de maîtriser le clavier cyrillique. Cependant, même la disposition du clavier librement choisie n'exempte pas l'utilisateur de l'effort d'apprendre en partie une nouvelle disposition, puisqu'il y a 33 lettres en cyrillique (en russe), contre seulement 26 lettres latines : le principal problème est que pour certaines lettres cyrilliques, il n'y a pas d'équivalent latin qui puisse être représenté par une seule lettre.
Une solution est une disposition phonétique du clavier latin afin de former des lettres cyrilliques. La maîtrise du clavier latin est donc largement suffisante pour écrire en cyrillique.
Une autre solution consiste à utiliser de petits programmes d'écriture qui convertissent le texte entré en Translit en lettres cyrilliques. Généralement, on peut décider librement de la disposition du clavier. Toutefois, les séquences de touches (pour former les lettres) sont requises plus souvent en Translit qu'avec le cyrillique, en particulier pour les sifflantes, qui sont représentés par des combinaisons comme tsh, sh, shtsh, ts, zh.

## Système
En raison de l'absence d'un système uniforme, de nombreux utilisateurs ont concocté leur propre système de Translit.
Transcriptions russes communes en Translit
| - а → a - б → b - в → v - г → g - д → d - е → e - ё → jo - ж → zh - з → z - и → i - й → jj (j) | - к → k - л → l - м → m - н → n - о → o - п → p - р → r - с → s - т → t - у → u - ф → f | - х → kh - ц → c (ts) - ч → ch - ш → sh - щ → shch - ъ → " - ы → y - ь → ' - э → eh (e) - ю → ju - я → ja |

Parfois on utilise également
- « y » pour « й »
- « yu » pour « ю »
- « yo » pour « ё »
- « ye » pour « э »
- « ya » pour « я ».

Plus récemment, une forme plus radicale de Translit s'est développée, utilisée en particulier par les jeunes dans les SMS, qui ne tient pas compte des règles ci-dessus, et qui utilise des numéros : par exemple « 4 » correspond à « ч », d'une part en raison de la ressemblance graphique, et d'autre part parce que le mot russe pour « quatre » (четыре) commence aussi par « ч ». De même, « q » (qui n'existe pas en cyrillique) peut être utilisé pour « Я » en raison de la similitude.
En outre, les chiffres peuvent remplacer des mots : par exemple « sov7 » pour « sovsem » (« sem » signifiant « sept » en russe) ou « posmo3 » pour « posmotri » (« tri » signifiant « trois »).
Abréviations utilisées pour les chiffres
| chiffre | translittération | mot en russe |
| ------- | ---------------- | ------------ |
| 1       | od               | odin         |
| 2       | dv               | dva          |
| 3       | tr               | tri          |
| 4       | ch               | chetyre      |
| 5       | p                | pyat'        |
| 6       | sh               | shest'       |
| 7       | s                | sem'         |
| 8       | _                | vosem'       |
| 9       | _                | devyat'      |

Les correspondances entre les lettres latines et cyrilliques sont également influencées par la transcription allemand-polonais (й → j ; ц → c ; ы → y ; ю → ju ; я → ja) et par la transcription russe-anglais (й → y ; ц → ts ; ч → ch ; ш → sh ; ю → yu ; я → ya).
Dans une moindre mesure, les similitudes visuelles sont également exploitées (ш → III ou w ; ч → 4). Mais si celles-ci sont utilisées dans une large mesure, il ne s'agit plus de Translit, mais de Volapuk (voir ci-dessous). Pour ce qui est des anglicismes (ou autres mots étrangers), ils sont habituellement retranscrits dans leur forme originale. 
Autres transcriptions possibles
| - а ─ a - б ─ b - в ─ v, w - г ─ g - д ─ d - е ─ e - ё ─ ö - ж ─ j, g, v, z, zh, * - з ─ z, 3 - и ─ i - й ─ j, i, y | - к ─ k (parfois c) - л ─ l - м ─ m - н ─ n - о ─ o - п ─ p - р ─ r - с ─ s, c - т ─ t - у ─ u | - ф ─ f - х ─ h, x - ц ─ c, ts, tz, z - ч ─ 4, ch, ~ (parfois 5, q) - ш ─ 6, sh, s, {, w, | (parfois ch) щ ─ 6t, 7, sht, st, }, wt, 6 (parfois cht) ъ ─ а, y, w, u, @, _ (parfois 1, 2, 3, `) ь ─ i, j, y, x (parfois 1, 8) ю ─ iu, ju, u, yu, ü, \, \|, x я ─ ja, ya, ia, q, 9, @ |

Éclaircissements
- « 6 » est employé pour « ш » en raison de la consonance « sh » (« six » se dit « shest » en russe)
- « 6t » est employé pour « щ », comme il est prononcé « sht » en bulgare (« sh » comme ci-dessus + « t »)
- comme la lettre « щ » est celle qui suit « ш » dans l'alphabet cyrillique, et que « ш » est retranscrit « 6 » en Translit, « щ » est parfois transcrit « 7 »
- les trémas sont souvent utilisés en Translit dans les pays de langue allemande (« wsoë » pour « всё »).

## Volapuk
Une autre possibilité pour la translittération de l'alphabet cyrillique est le Volapuk. À la différence du Translit où les lettres sont agencées de manière à créer le même son qu'en cyrillique, en Volapuk les lettres peuvent être remplacées soit en fonction du son, soit en fonction de la police.
Le nom vient de la langue construite Volapük. Les textes cyrilliques écrits dans cette langue paraissent très étranges pour la plupart des lecteurs, de même que les textes en Volapuk.
Afin que les caractères latins en Volapuk aient la même apparence que les lettres cyrilliques imprimées ou manuscrites, les majuscules sont utilisées autant que les minuscules.
Les lettres cyrilliques « а », « е », « к », « м », « т », « о » et « у » sont remplacés par les lettres latines « a », « e », « K », « M », « T », « o » et « y », respectivement.
De même, « B » est utilisé pour « в », « 2 » ou « r » pour « г », « 3 » pour « з », «J » pour « л », « H » pour « н », « n » pour « п », « p » pour « p », « c » pour « c », « x » pour « x », « 4 » pour « ч ».
Les autres lettres, plus difficiles à être représentées, sont retranscrites à l'aide de variations des plus diverses, par exemple : « * » pour « ж », « 91 » pour « я », « - » pour « э », et « щ » compte à elle seule plus de 15 variations différentes.
Certaines lettres cyrilliques peuvent également être retranscrites avec des numéros en fonction du Leet speak. Le Leet speak est similaire au Volapuk en raison de l'utilisation de numéros, mais les raisons de son développement ne sont pas les mêmes et il n'est utilisé que par une communauté informatique très spécialisée.

## Critiques
Comme les technologies de réseau sont devenues compatibles avec le cyrillique, et en raison du fait qu'il existe de très nombreuses variantes (plus ou moins chaotiques) du Translit, l'utilisation de celui-ci est rejetée de façon croissante. Dans certaines communautés qui utilisent le cyrillique, les utilisateurs du Translit sont ignorés voire bannis. Dans de nombreux forums de discussion sont ainsi installés des « programmes de conversion », qui convertissent les textes écrits en Translit avec des lettres latines en cyrillique, mais ce système échoue souvent car il n'existe aucune norme fixe pour Translit.
Le Translit est néanmoins accepté librement lors de la communication avec des utilisateurs étrangers qui n'ont pas d'ordinateur compatible avec des lettres cyrilliques.
Arguments des critiques
- Les lettres latines ne sont pas destinées à l'écriture du russe ou du bulgare. Il y a moins de lettres latines que de lettres cyrilliques. Le texte transcrit se lit plus lentement et plus difficilement.
- Les auteurs de Translit ne suivent pas de normes. Presque tout le monde utilise ses propres lettres et combinaisons de lettres pour la translittération. Il arrive même fréquemment qu'à l'intérieur du texte d'un même auteur le système de translittération change en cours de route, ce qui rend d'autant plus difficile à la fois la communication, et l'apprentissage d'une capacité de lecture des textes translittérés.
- L'orthographe, la grammaire, la ponctuation et le style sont négligés ou disparaissent totalement.
- Les utilisateurs réguliers du Translit, en particulier les enfants, développent un nouveau type de fautes d'orthographe lorsqu'ils écrivent dans leur langue maternelle en cyrillique. À l'école, les fautes les plus fréquentes sont « 4 » et « 6 » au lieu de « ч » et « ш ».
- Encore plus incompréhensibles sont les textes en Translit qui emploient des anglicismes ou des abréviations issues d'Internet, ce qui est fréquent dans la communication en réseau.

Arguments des défenseurs
- Les partisans argumentent que, en particulier à l'étranger, un clavier latin (donc sans les marques correspondant aux lettres cyrilliques) converti en clavier cyrillique est quasiment inutilisable.
- Il est possible aussi que l'expéditeur travaille sur un ordinateur étranger sur lequel il n'a pas de droits d'accès suffisants pour le convertir en cyrillique, ou qu'il ne soit pas techniquement en mesure de convertir son système en cyrillique.
- Enfin, un argument important des partisans du Translit est que la correction, pour les utilisateurs qui utilisent un convertisseur, est particulièrement laborieuse. Dans les cas extrêmes, le texte doit être d'abord écrit en caractères latins, pour être ensuite converti en caractères cyrilliques afin d'être vérifié, puis converti à nouveau en caractères latins pour être corrigé, et enfin reconverti en caractères cyrilliques.

## Convertisseurs
Sur Internet, il existe un grand nombre de programmes de conversion gratuits, même des convertisseurs qui n'ont pas besoin d'être installés. De nombreux navigateurs en possèdent. Il est préférable d'utiliser des convertisseurs récents, dans lesquels les règles de translittération peuvent être programmées.

## Exemples
Translit
- Cyrillique : « СОВЕТСКИЙ СОЮЗ » ; Translit : « SOVETSKIY SOYUZ » ; Volapuk : « COBETCKIJ COIO3 » ; Français : « Union soviétique »

Volapuk
- Bulgare : « ето така например » ; Volapuk : « eTo Taka HanpuMep » ; Français : « comme par exemple »

Exemple de conversation en bulgare
- Hallo, ti GOLQM bulgarin, kato SLAVI TRIFONOV li si, ili si ot po-malkite bulgari – kato men, deto sluguvat na anglijskata kralica? Tyk nqmat kirilo-metodievata azbuka na kompjutrite, sorry. (remarque : « q » remplace ici « я »)

- kato iskate da se pi6e na kirilica, ami slojete kirilizator kakavto ima v dir.bg, da se smenqt ezicite ot web stranicata na akademiqta, 6toto az nqmam BDS klaviatura, a tezi piratski versii na flex-type samo mi skapvat windowsa, taka 4e za da iska6 trqbva da dade6 ne6to i ti. (remarque : « 6 » est ici employé pour « ш » et « 4 » pour « ч »)

- Az giveia v chugbina i ugasno mi lipsva vazmognostta da pisha na kiriliza. Imate li niakakvi saveti pе kakav nachin moga da pisha na kirilica s klaviatura, samo na kirilica. (remarque : « g » est employé pour « ж », mais aussi pour « г »)

- Moite saboleznovania. Lo6 kasmet si izvadil, brat. Ne e lesno da si bulgarin i da pi6e6 na bulgarski. Zeliat sviat pi6e na latiniza, samo nie se penim, 4e si imame kiriliza. (remarque : « ia » est employé ici pour « я » ; « a » ou « u » pour « ъ » ; « z » pour « з » ou « ц »)

- Tova e vqrno, za6toto sum gledal dokumentalniti filmi na Nechanal Geograpshik. Az vqrvam, 4e Tornado moje da se poqvi na vsqkade. Edin moi priqtel koito se kazva Toni ne vqrva,4e Tornadoto moje da se poqvi na vsqkade.

- Tornadoto e vurtq6t se buzdu6en stulb, obiknoveno okolo 0,5 km 6irok. V centara mu se obrazuva nisko atmosferno nalqgane i zatova tornadoto vcmukva razli4ni ne6ta po putq si.Tornadoto razviva skorost okolo 400 km/ч. Obiknoveno zatihva sled 20 km. Tornadoto se наблюдава nai-чesto v Avstraliq i САЩ po vreme na letnite бури. (en cyrillique : Тордандото е въртяшт въздушен стълб, обикновено около 0,5 km широк. В центъра му се образува ниско атмосферно налягане и затовас торнадото всмъква различни нешта по пътя си. Тордандото развива скорост около 400 km/ч. Обикновено затиxва след 20 km. Тордандото се наблюдава най-често в Австралия и САЩ по време на летните бури).

## Sources
- А.В. Фролов, Г.В. Фролов: Электронная почта. Ваш спутник в Интернете, Russkaya Redaktsiya Publishers (Русская Редакция), 2000,  (ISBN 5-7502-0156-2). (Frolov, A.V. and Frolov, G.V. Electronic Mail. Your Internet Companion; chapitre 6 en ligne)

- (de) Cet article est partiellement ou en totalité issu de l’article de Wikipédia en allemand intitulé « Translit » (voir la liste des auteurs).